# Kalendarium historii Nałęczowa
Kalendarium ważniejszych wydarzeń z dziejów Nałęczowa:
- W 1398 roku Klemens Kurowski kasztelan sądecki, kupił od Jana Firleja wsie: Bochotnicę, Strzelce, Czasławice (obecne Czesławice), Sadurki, Cynków i część Chrzeszczowa (obecny Chruszczów)[1].
- Dnia 23 czerwca 1751 roku Stanisław Małachowski starosta wąwolnicki nabywa dobra klucza bochotnickiego (Bochotnica, Chruszczów, Strzelce i Cynków) od kasztelana Aleksandra Gałęzowskiego.
- W 1772 roku zmarła „najukochańsza małżonka” Marianna z Potockich Małachowska.
- W 1772 roku została zakończona budowa pałacu Małachowskich w Nałęczowie.
- W 1772 roku Stanisław Małachowski dokończył budowę (rozpoczętą w połowie XVIII w. przez ówczesnego Kolatora Felicjana z Targowisk Gałęzowskiego kasztelana lubelskiego) kościoła parafialnego w Bochotnicy.
- W 1816 roku został założony tzw. nowy cmentarz grzebalny przy kościele parafialnym w Bochotnicy (obecnie Nałęczów).
- W 1817 roku na zlecenie Małachowskiego profesor Jan Józef Celiński dokonał chemicznej analizy wody nałęczowskiej
- W 1821 roku połowa łazienek została oddana do użytku chorym i otwarto dom gościnny z dwudziestoma pokojami.
- W 1864 roku na skutek ukazu carskiego o uwłaszczeniu włościan nastąpił rozpad klucza dóbr nałęczowskich.
- W 1880 roku właścicielem Nałęczowa zostaje inżynier Michał Górski.
- Rok 1880 stał się kolejnym punktem zwrotnym w dziejach Nałęczowa. W tym roku nastąpiło otwarcie uzdrowiska.
- W 1904 roku we wsi Charz koło Nałęczowa wybudowano „Kąpiele Tanie im. B. Prusa”. Obiekt powstał z inicjatywy lekarzy Zakładu Leczniczego – dziś już nieistniejący.
- W 1906 roku z inicjatywy działaczy Towarzystwa Kredytowego (Gustaw Malewski, Stanisław Śliwiński, Bronisław Malewski, Wacław Lasocki i inni), wybudowano w Nałęczowie gmach w stylu zakopiańskim, tzw. Dom Ludowy, według projektu architekta Zenona Chrzanowskiego. W Domu Ludowym znalazły pomieszczenie: Towarzystwo Kredytowe i Stowarzyszenie Spółdzielcze „Oszczędność” (uruchomione w 1907 roku), Szkoła Rolnicza dla synów włościan, a potem Muzeum Ziemi Lubelskiej, której kustoszem został Wacław Lasocki.
- W 1904 roku założono (jedyne w Królestwie Polskim) Muzeum Ziemi Lubelskiej w Nałęczowie. Organizatorami tej placówki byli lekarze: Bronisław Malewski, Antoni Puławski i Wacław Lasocki.
- W 1903 roku powstało w Nałęczowie Towarzystwo Kredytowe jako pierwsza instytucja spółdzielcza w powiecie puławskim.
- Za posesją willi „Oktawia” na Armatniej Górze w 1905 roku Stefan Żeromski zbudował pracownię, tzw. Chatę, według projektu Jana Witkiewicza.
- W czasie rewolucji 1905-1907 na terenie Nałęczowa wzmogła się działalność kulturalno-oświatowa dwóch obozów: konserwatywnego i postępowego, dzięki temu powstały tu wówczas dwie placówki oświatowe: Koło Macierzy Szkolnej i Towarzystwo Oświatowe „Światło”.
- W 1909 roku powstało w Nałęczowie Towarzystwo Przyjaciół Nałęczowa (istniejące do dzisiaj). Założycielami byli: dr Wacław Lasocki, inż. Adam Nagórski, Edmund Raciborski, dr Karol Benni, inż. Aleksander Kurcjusz, dr Marian Jakowski, adwokat Wacław Łypacewicz i inni.
- W 1909 roku Towarzystwo Popierania Przemysłu Ludowego w Królestwie Polskim (którego prezesem był dr Karol Benni) wzniosło w wąwozach stylowy gmach zbudowany według projektu Jana Witkiewicza Koszczyca. W 1910 roku mieściły się w nim szkoły: Zabawkarska, Stolarska, Koszykarska, potem jeszcze Szkoła Rzeźbiarska. W 1929 roku powstała w tym budynku pierwsza w Polsce Państwowa Szkoła Spółdzielczości Rolniczej. Jej założycielem i przez 4 lata dyrektorem był Zygmunt Chmielewski – przyrodni brat Oktawii Żeromskiej.

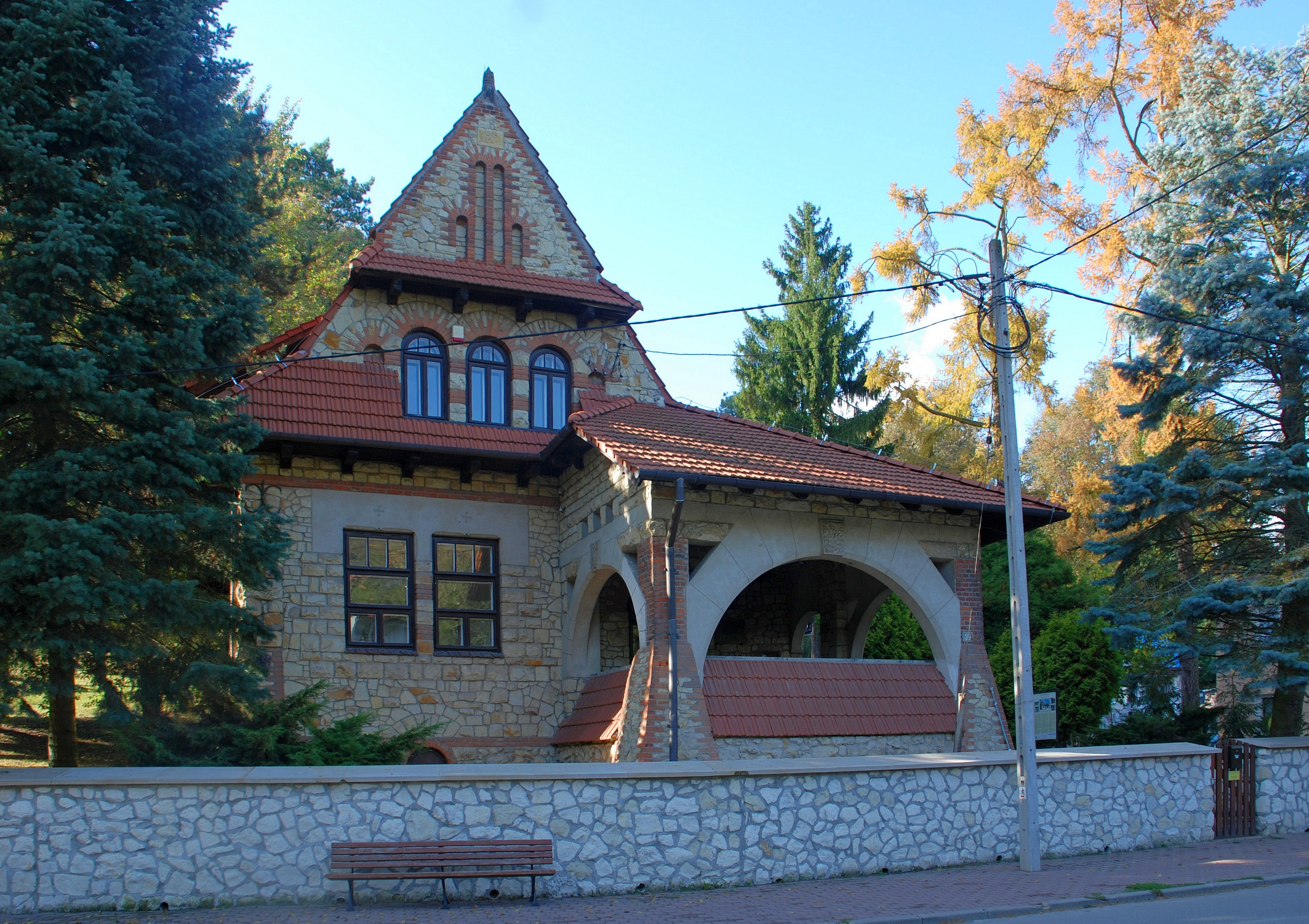
Budynek ochronki (proj. arch. Jan Witkiewicz Koszczyc)

- W 1907 roku nastąpiło otwarcie Ochronki w Nałęczowie zbudowanej według projektu Jana Witkiewicza za oszczędności i honoraria Stefana Żeromskiego ; znalazła tam miejsce druga szkoła (pierwszą założyła F. Morzycka) elementarna pracująca pod egidą „Światło”, szkoła istniała do roku 1915.
- W 1910 roku w nowo wybudowanym gmachu obok Góry Jabłuszko założona została przez Koło Ziemianek Lubelskich Szkoła Tkactwa i Gospodarstwa Wiejskiego dla dziewcząt wiejskich.
- W 1928 roku Nałęczów zyskał nową placówkę – Muzeum Stefana Żeromskiego, urządzone w letnim domu zwanym Chatą. W Chacie w 1918 roku spędzał ostatnie chwile i zmarł syn Żeromskich – Adam.
- W 1928 roku nastąpiło uroczyste odsłonięcie w parku zdrojowym pomnika Stefana Żeromskiego. Pomnik wykonał znany rzeźbiarz Al. Żurakowski według projektu Jana Witkiewicza.
- W 1944 roku przedstawicielstwa Armii Ludowej i Batalionów Chłopskich zawarły porozumienie o współpracy na terenie gminy Nałęczów[2].
- W lipcu 1944 roku do miasta wszedł oddział specjalny Obwodu Lubelskiego Armii Ludowej pod dowództwem Gustawa Alef-Bolkowiaka ps. „Bolek”[3].
- 19 maja 1945 r. W Nałęczowie przy drodze prowadzącej do wsi Łubki zginęło 17 młodych ludzi z Oddziału AK Tadeusza Orłowskiego ps. Szatan z rąk NKWD.
- W 1950 roku były Zakład Leczniczy w Nałęczowie należący do Spółki Akcyjnej przejęło Przedsiębiorstwo Państwowe „Uzdrowisko Nałęczów”.
- W 1954 roku wskrzeszone uzdrowisko przyjęło pierwszych gości i od tego momentu zaczęły się jego nowe dzieje.

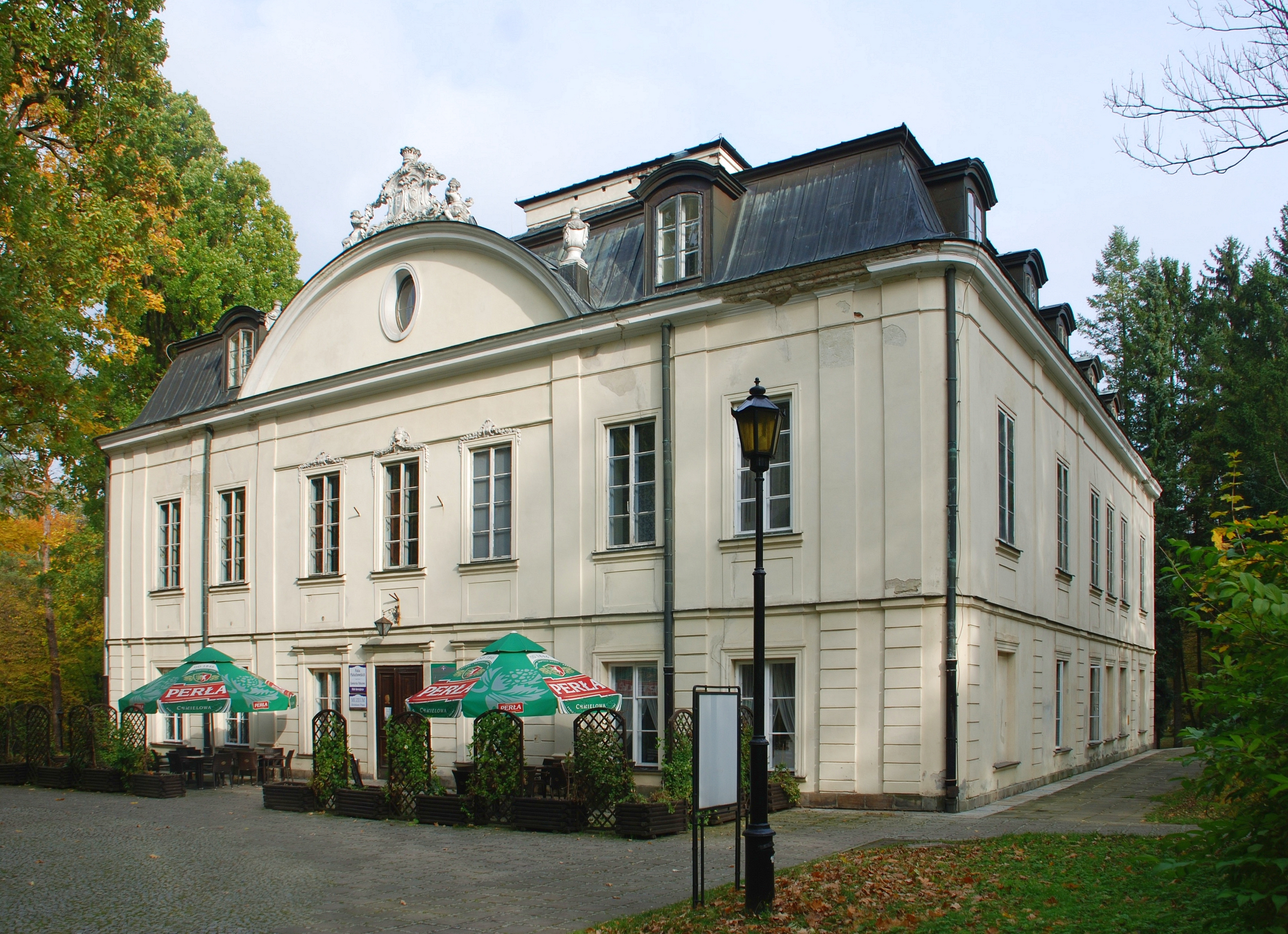
Pałac Małachowskich

- W 1960 roku pod kierunkiem Władysława Tatarkiewicza przeprowadzono remont pałacu Małachowskich. Zdjęto drugie piętro, usunięto wieżę dobudowaną przez dr. Nowickiego w 1879 r. Przeprowadzono też kapitalny remont wnętrz pałacu. Po zakończeniu remontu pałac znów stał się pięknym zabytkiem XVIII w. sztuki.
- W 1960 roku oddano do użytku Miejski Dom Kultury, którego celem jest zaspokojenie potrzeb kulturalnych ludności miejscowej i kuracjuszy. W budynku mieści się także kino „Cisy”.
- W 1961 roku oddano do użytku tzw. pawilon angielski, dar Angielki Sue Ryder zlokalizowany w części wschodniej parku.
- W 1961 roku w pałacu Małachowskich powstało Muzeum Bolesława Prusa popularyzujące życie i twórczość pisarza, ze szczególnym uwzględnieniem jego powiązań z Nałęczowem i Lubelszczyzną.
- W 1963 roku Nałęczów otrzymał prawa miejskie i od tej pory następuje dalszy dynamiczny rozwój miasta i uzdrowiska.
- W 1964 roku nad ujściem źródła „Miłość” wybudowano Pijalnię Wód Mineralnych, udostępnia ona wody mineralne sprowadzane z innych polskich uzdrowisk. W pijalni znajduje się kiosk, gdzie prowadzi się sprzedaż pamiątek o tematyce nałęczowskiej. Obok pijalni znajduje się palmiarnia z pięknymi okazami palm i fontanną.
- W 1966 roku oddano do użytku Sanatorium Uzdrowiskowe Związku Nauczycielstwa Polskiego im. Władysława Petrykiewicza zlokalizowane na wzgórzu w wąwozach, przy ul. B. Głowackiego.
- Od 1970 roku zaczął działać w Nałęczowie Profilaktyczny Dom Pracowników Służby Zdrowia Ministerstwa Zdrowia i Opieki Społecznej, zbudowany przez Zarząd Główny Związku Zawodowego Pracowników Służby Zdrowia, usytuowany przy ul. Kościuszki. Od 1976 roku przeszło pod zarząd ZL „Uzdrowisko Nałęczów” jako Sanatorium Nr 2, obecnie Sanatorium „Fortunat”.
- Od 1972 roku funkcjonuje przy ul. M. Górskiego Kardiologiczny Szpital Uzdrowiskowy – własność ZL „Uzdrowisko Nałęczów”.
- W 1973 roku oddano do użytku Sanatorium Uzdrowiskowe Związków Zawodowych Pracowników Gospodarki Komunalnej i Terenowej – zlokalizowane w lesie w wąwozach w pobliżu Sanatorium ZNP, przy ul. Głowackiego.
- Od 1977 roku czynne jest Kolejowe Sanatorium Uzdrowiskowe mieszczące się przy ul. Górskiego obok Szpitala Kardiologicznego. Obecnie zmieniono nazwę na: Kolejowy Szpital Uzdrowiskowy.
- W 1982 roku powstało na terenie parku Sanatorium Uzdrowiskowe dla Rolników wzniesione przez Centralny Związek Kółek i Organizacji Rolniczych.
- Od 1985 roku działa także Sanatorium Uzdrowiskowe „Energetyk” usytuowane przy ul. Paderewskiego. Obecnie nosi nazwę Centrum Szkoleniowo-Wypoczynkowe „Energetyk”.
- 1996 r. Wystawiono Pomnik w Lesie Zakładowym upamiętniający 17 młodych żołnierzy z oddziału AK Tadeusza Orłowskiego ps. „Szatan”, zaprojektowany przez Stanisława Strzyżyńskiego, a wykonany przez pana Jana Dudka.
- W 1996 roku w lubelskim Sądzie Wojewódzkim zarejestrowano Towarzystwo Przyjaciół Zakładu Leczniczego[potrzebny przypis]